# Donath Marxer
Donath Marxer (* 4. Januar 1963 in Eschen) ist ein ehemaliger liechtensteinischer Fussballspieler.

## Karriere

### Verein
In seiner Jugend spielte Marxer für den USV Eschen-Mauren, bei dem er dann in den Herrenbereich befördert wurde. Nach einer mindestens achtjährigen Station beim Hauptstadtklub FC Vaduz kehrte er zum USV zurück, für den er bis zu seinem Karriereende aktiv war. 

### Nationalmannschaft
Marxer gab sein Länderspieldebüt in der liechtensteinischen Fussballnationalmannschaft am 9. März 1982 beim 0:1 gegen die Schweiz im Rahmen eines Freundschaftsspiels. Bis 1990 war insgesamt drei Mal für sein Heimatland im Einsatz.